# Tanzila Khan
Tanzila Khan es una activista pakistaní por los derechos de las personas con discapacidad, autora y fundadora de Girlythings, una aplicación móvil que distribuye toallas sanitarias a las mujeres con discapacidades. Khan se centra en aumentar la conciencia y el acceso a la salud y educación reproductiva, especialmente para las personas con discapacidades. Escribió varios libros sobre el tema así como dio conferencias públicas y seminarios.
Tanzila nació y se crio en Pakistán. Está discapacitada desde su nacimiento y está confinada a una silla de ruedas. Khan obtuvo su licenciatura en derecho internacional de la Universidad de Londres.

## Trabajos
Khan publicó su primer libro con 16 años, y utilizó las ganancias para financiar proyectos comunitarios en su área. Escribió las siguientes obras:
- A Story of Mexico
- The Perfect Situation

## Premios
Khan ganó los siguientes premios por su activismo:
- Conector joven del futuro (Swedish Institute)
- Líder joven (Women Deliver)
- Premio Khadija tul Kubra (premio nacional)
- Campeona juvenil en Ríese Up (Packard Fundation)
- Six-two Changemaker de 2018